# Nautes (amic d'Eneas)
Nautes (en grec antic Ναύτης), va ser, segons explica l'Eneida de Virgili, un ancià de Troia que acompanyà Eneas quan va marxar de la ciutat conquerida pels grecs.
A Sicília era al costat d'Eneas i el va aconsellar que no es quedés a l'illa, sinó que anés a conquerir el Laci. En una tradició independent de l'Eneida, s'explica que Nautes va rebre el Pal·ladi de mans de Diomedes, quan l'oracle va ordenar que aquest heroi donés l'estàtua miraculosa als troians d'Eneas, perquè així la salvarien.
La família romana dels Nauti, la Gens Nàutia, es consideraven descendents d'aquest personatge.